# Alfa Romeo 8C

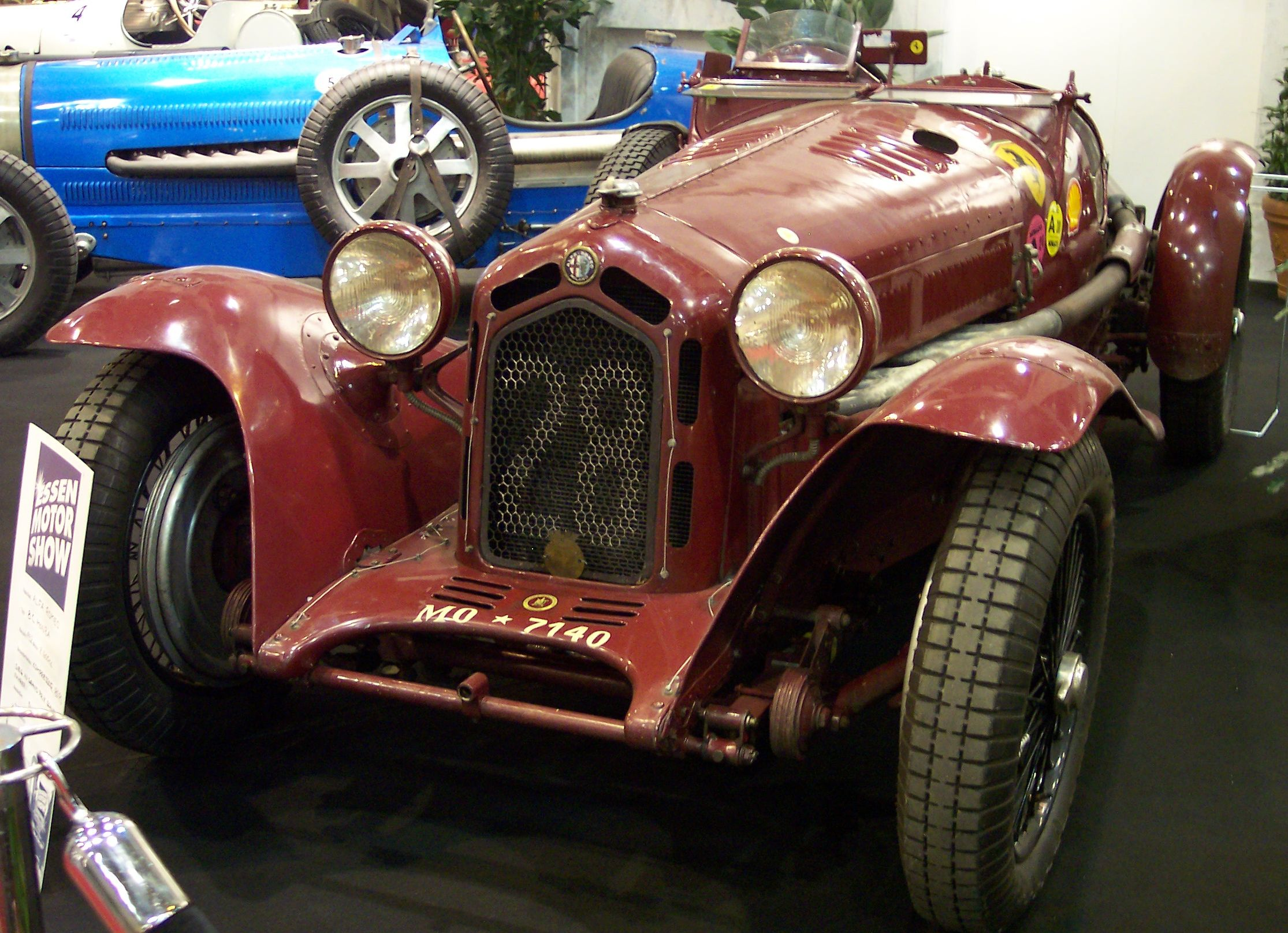
Alfa Romeo Typ 8C Monza (1931)

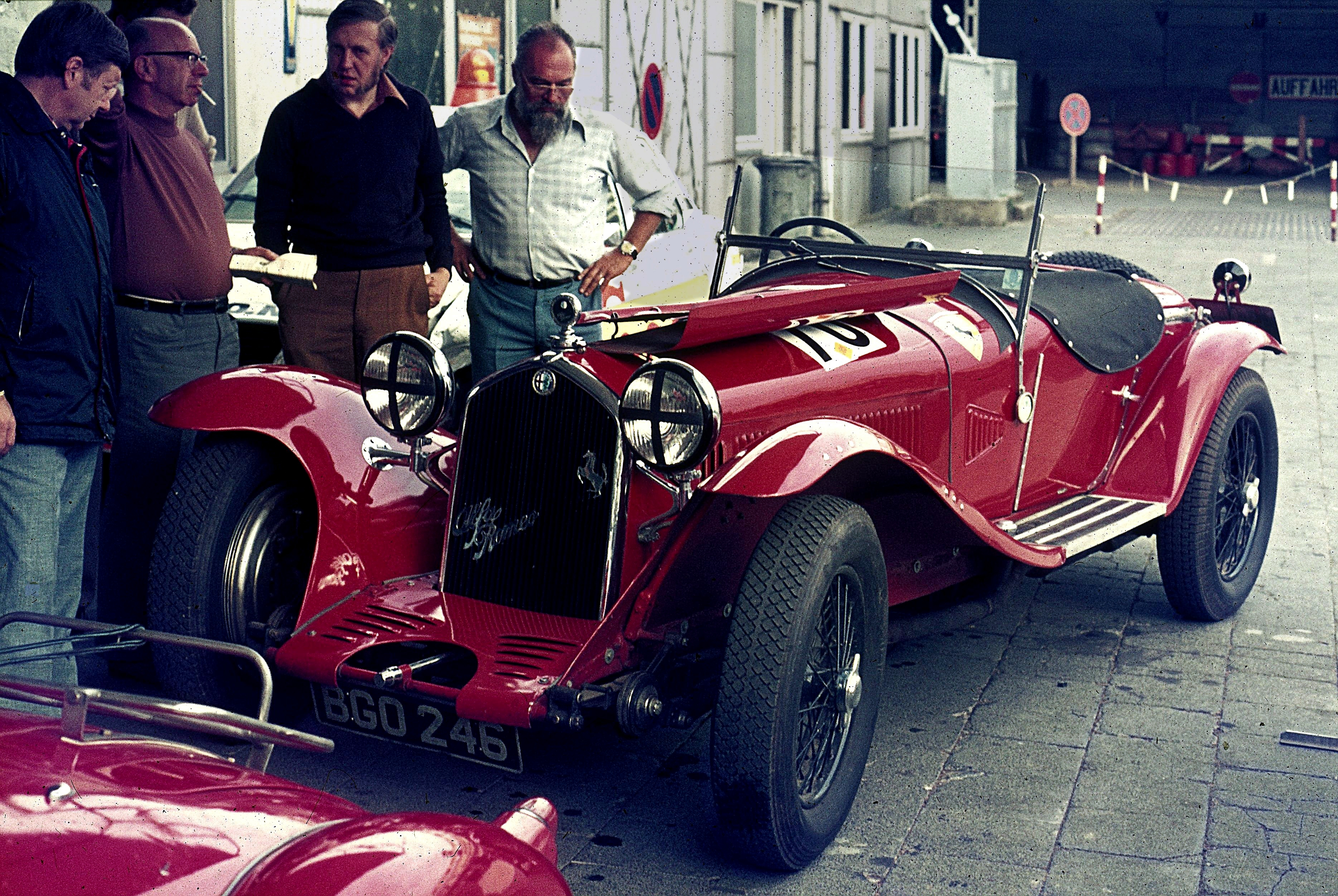
Alfa Romeo Typ 8C (1932)

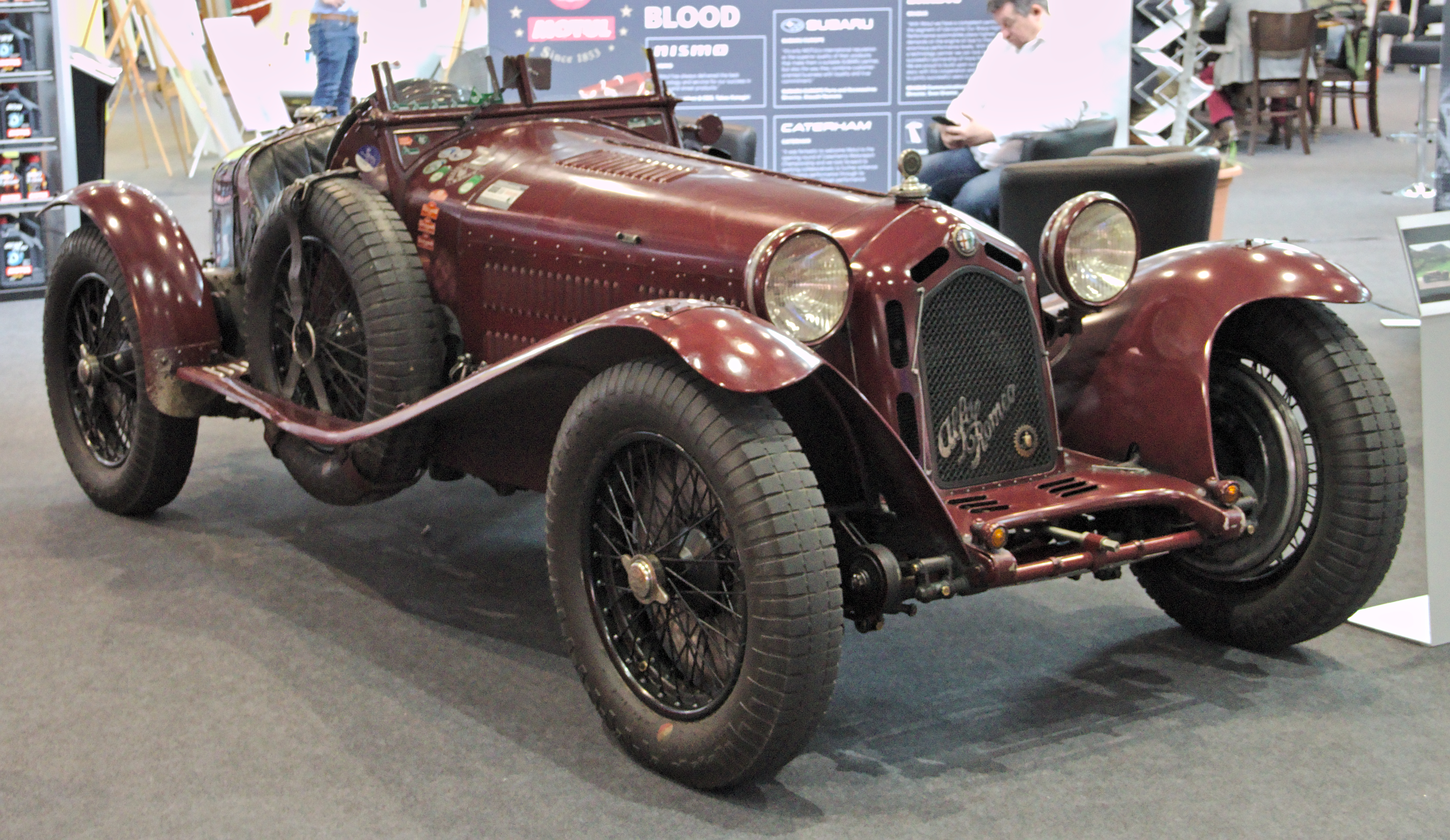
Alfa Romeo Typ 8C 2600 Monza (1934)

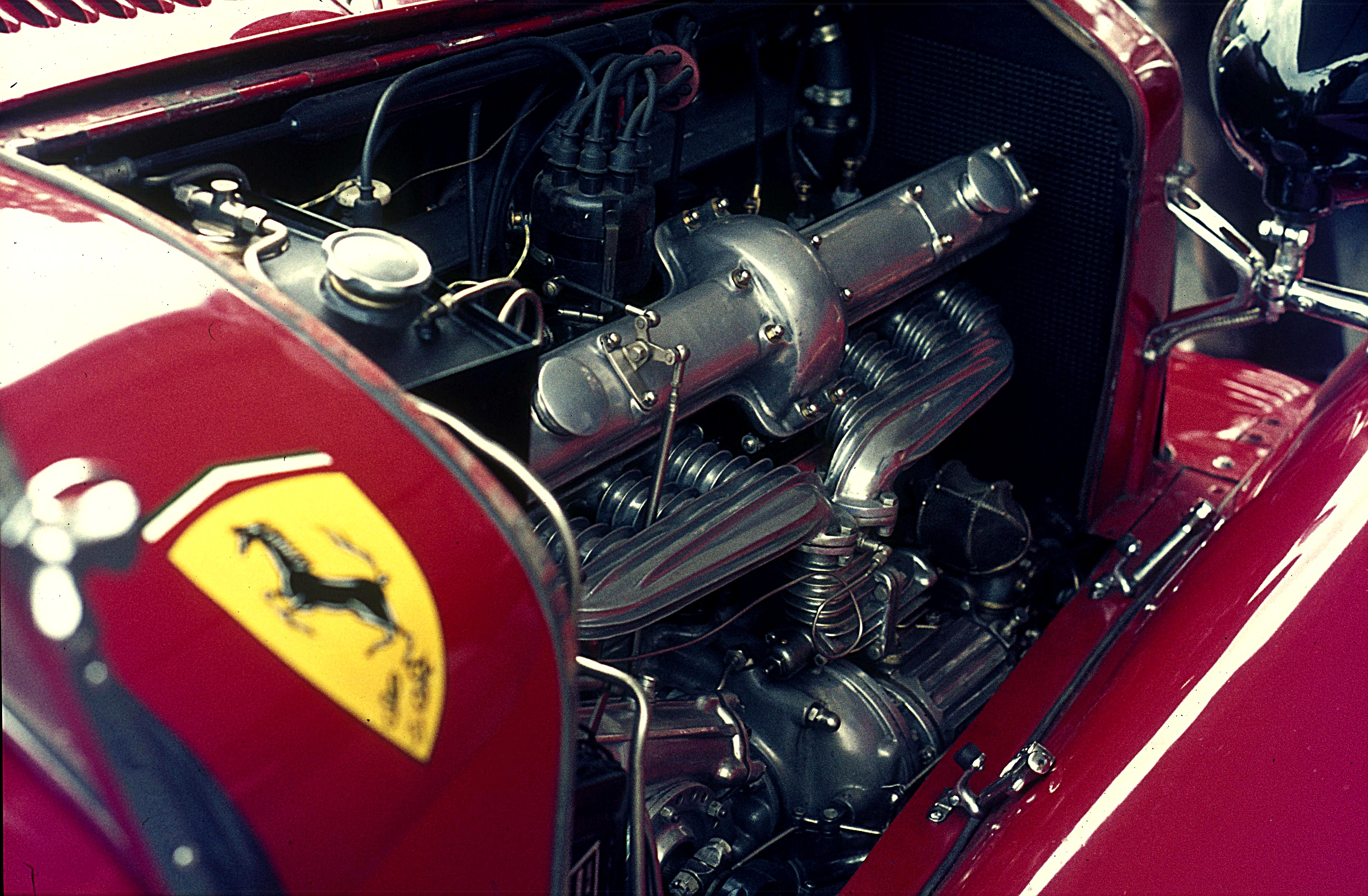
Motor des 8C mit Roots-Gebläse

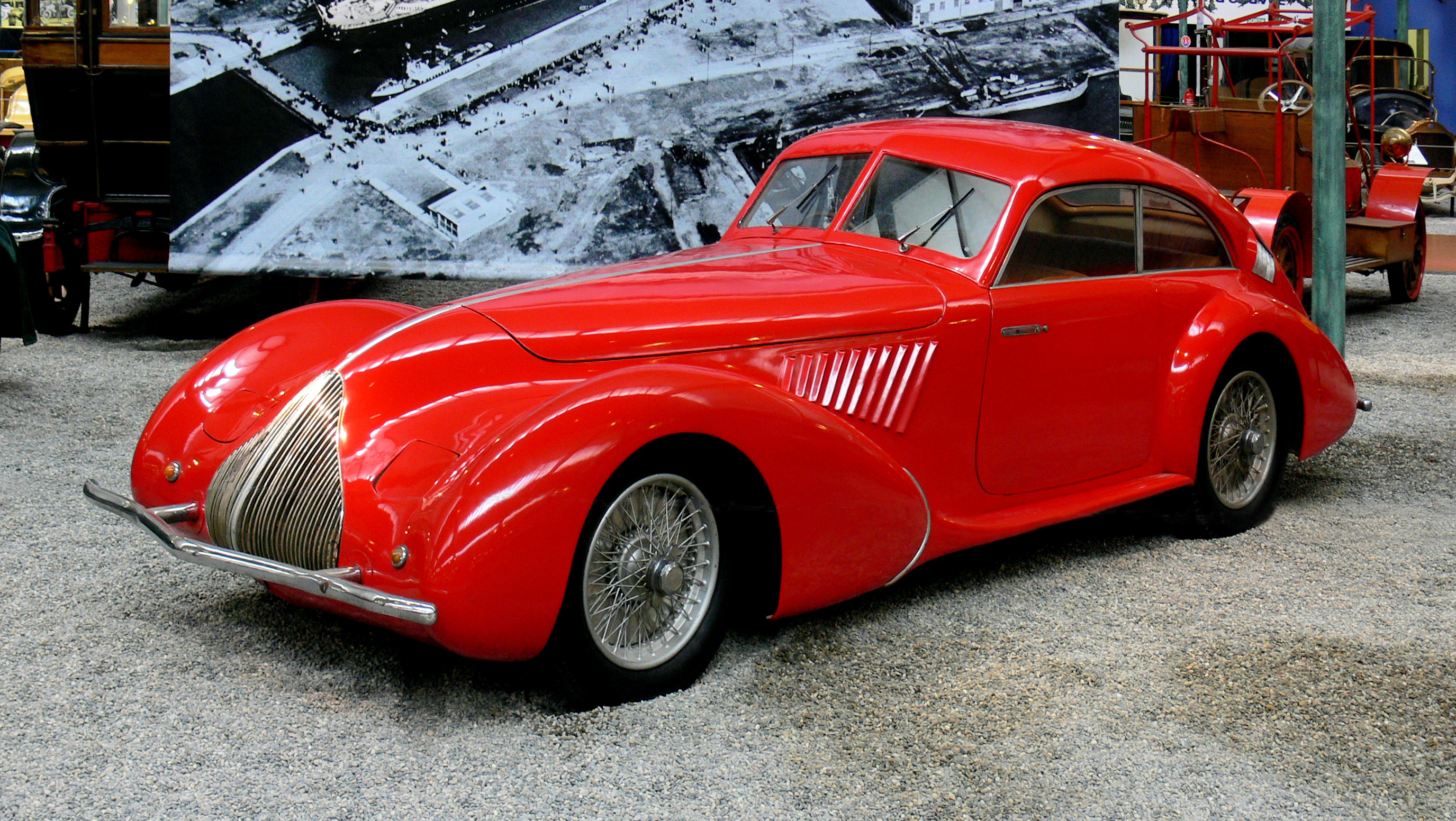
Alfa Romeo 8C 2,9A (1936)

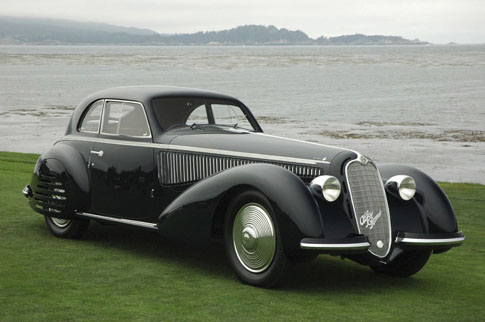
Alfa Romeo 8C 2900 Berlinetta (1938)

Die Alfa Romeo 8C sind eine Automobilserie des italienischen Herstellers Alfa Romeo, die von 1931 bis 1939 hergestellt wurde. Sie war aus der gleichzeitig weitergebauten Serie 6C weiter entwickelt. Die Bezeichnung 8C steht für Achtzylinder.

## 8C 2300
Der Hubraum betrug zunächst 2336 cm³. Entsprechend hießen diese Fahrzeuge 8C 2300. Je vier Zylinder sind zusammengegossen. Der Motor hat zwei obenliegende Nockenwellen und einen Zylinderkopf aus Aluminium. Serienmäßig leistete dieser Motor 142 PS (104 kW), in der Monza-Rennversion 178 PS (131 kW). Der 8C hatte hinten eine Deichselachse an Blattfedern. Das Differential saß direkt hinter dem Getriebe und trieb die Hinterräder über schräg in den beiden Deichselrohren verlaufende Antriebswellen an. An jedem Rad saß ein Winkelgetriebe mit Kegelritzel und Tellerrad. Der Tankinhalt lag bei 100 Liter plus 12 Liter Zusatztank. Der Preis für den kurzen 8C lag bei 91.000 Lire und beim langen Radstand bei 98.000 Lire.
Der Aufbau wurde nicht von Alfa Romeo, sondern je nach Kundenwunsch von Karosseriebauunternehmen angefertigt: Zagato, Touring, Castagna, Pininfarina, Figoni, Vanden Plas und anderen. Zwei Radstände mit 2750 und 3100 mm standen zur Verfügung. Die Rennversion der 8C erreichte in den 1930er-Jahren zahlreiche Erfolge. So wurden in Le Mans 1931 bis 1934 vier Siege in Folge erzielt. Tazio Nuvolari, Rudolf Caracciola, René Dreyfus und andere begründeten den damaligen Weltruhm der Marke Alfa Romeo auf den 8C-Modellen. Außer den Rennwagen entstanden auch elegante Coupés und Cabriolets für wohlhabende Kunden, denn die Wagen waren sehr teuer.
Bis 1934 wurden 188 Fahrzeuge der Typen 8C 2300 hergestellt.

## Produktionszahlen Alfa Romeo 8C
Gesamtproduktion Alfa Romeo 8C insgesamt 188 Fahrzeuge
| Jahr          | 1931 | 1932 | 1933 | 1934 | Summe |
| ------------- | ---- | ---- | ---- | ---- | ----- |
| Alfa Romeo 8C | 24   | 68   | 89   | 7    | 188   |

## Technische Daten
| Alfa Romeo 8C 2300 mit kurzem Radstand (1932) | Alfa Romeo 8C 2300 mit kurzem Radstand (1932)                                    |
| --------------------------------------------- | -------------------------------------------------------------------------------- |
| Motor                                         | 8-Zylinder-Reihenmotor (zwei Blöcke aus jeweils 4 Zylindern)                     |
| Hubraum                                       | 2336 cm³                                                                         |
| Bohrung × Hub                                 | 65 × 88 mm                                                                       |
| Verdichtungsverhältnis                        | 5,75:1                                                                           |
| Leistung bei 1/min                            | 104 kW (142 PS) bei 5200                                                         |
| Ventilsteuerung                               | zwei obenliegende Nockenwellen                                                   |
| Gemischaufbereitung                           | Memini-Einzelvergaser, Roots-Gebläse                                             |
| Kühlung                                       | Wasser                                                                           |
| Getriebe                                      | 4-Gang-Getriebe, nicht synchronisiert (Hinterradantrieb)                         |
| Bremsen                                       | mechanisch betätigte Trommelbremsen                                              |
| Radaufhängung vorn und hinten                 | Starrachse mit Blattfedern (Halbelliptik) und regulierbaren Reibungsstoßdämpfern |
| Karosserie und Rahmen                         | Stahlkarosserie auf Leiterrahmen                                                 |
| Radstand                                      | 2750 mm (langer Radstand 3100 mm)                                                |
| Spurweite vorn/hinten:                        | 1380/1380 mm                                                                     |
| Reifengröße                                   | 5.50–19                                                                          |
| Maße L × B                                    | 3962 × 1651 mm                                                                   |
| Leergewicht (ohne Fahrer)                     | ca. 1000 kg (1200 kg langer Radstand)                                            |
| Kraftstoffverbrauch                           | ca. 20 l/100 km                                                                  |
| Höchstgeschwindigkeit                         | ca. 170 km/h (165 km/h langer Radstand)                                          |

## 8C 2900

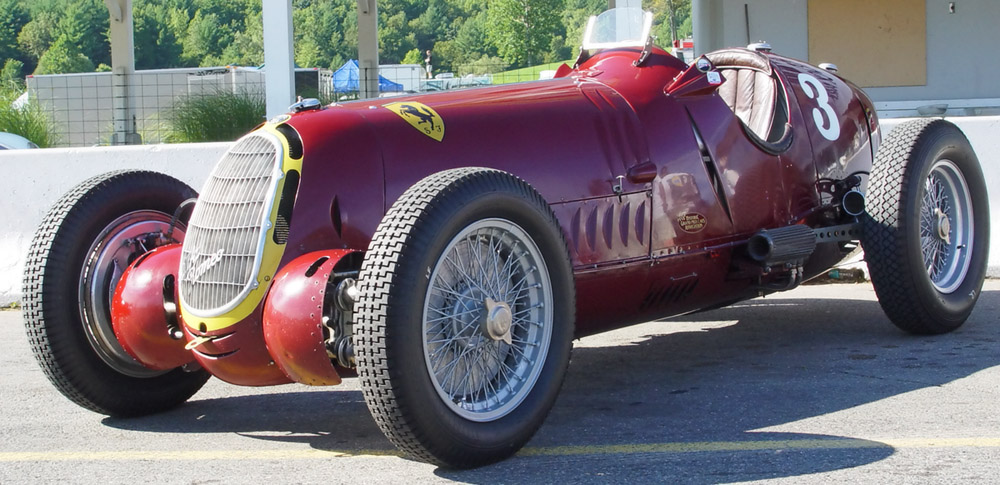
Alfa Romeo 8C-35 Tipo C der Scuderia Ferrari

Der Nachfolger war 1935 der auch als 8C 2900 bezeichnete 8C-35 Tipo C mit einzeln an Kurbellenkern aufgehängten Vorderrädern. Außer Rennwagen für den Motorsport entstanden elegante, technisch hochstehende Einzelfahrzeuge. Die Höchstgeschwindigkeit beträgt 185 km/h. Bis 1939 wurden 30 Fahrzeuge gebaut (andere Quellen nennen 43). Heute zählen die 8C zu den teuersten Oldtimern auf dem Markt.